# 軍浦インターチェンジ
軍浦インターチェンジ（クンポインターチェンジ）は大韓民国京畿道軍浦市にある嶺東高速道路のインターチェンジ。

## 周辺
- 韓国鉄道公社安山線（●首都圏電鉄4号線）大夜味駅
- 安山市方面
  - 韓国鉄道公社安山線（●首都圏電鉄4号線）半月駅

## 隣
嶺東高速道路
(7) 屯垈JCT - (8) 軍浦IC - (9) 東軍浦IC